# Parc naturel de Corralejo
Le parc natural de Corralejo (en espagnol : parque natural de Corralejo) est un parc naturel situé sur l'île de Fuerteventura dans l'archipel des îles Canaries (Espagne) a été créé en 1994. Il est également appelé « parc des dunes de Corralejo ».

## Situation
Le parc est situé au nord de l'île de Fuerteventura dans la commune de La Oliva et à côté de la station balnéaire et portuaire de Corralejo. La route nationale FV-1 traverse le parc et son univers de dunes du nord au sud pendant environ 8,8 km.

## Généralités
Le parc est un des principaux attraits touristiques de l'ile. Cet endroit offre un paysage grandiose qui mêle la tranquillité offerte par les grands espaces occupés par les dunes de sable blanc et la proximité des eaux de l'océan. Les dunes sont principalement d'origine organique car elles proviennent de la désintégration et de la pulvérisation de coquillages de mollusques et d'autres organismes marins à squelette externe.

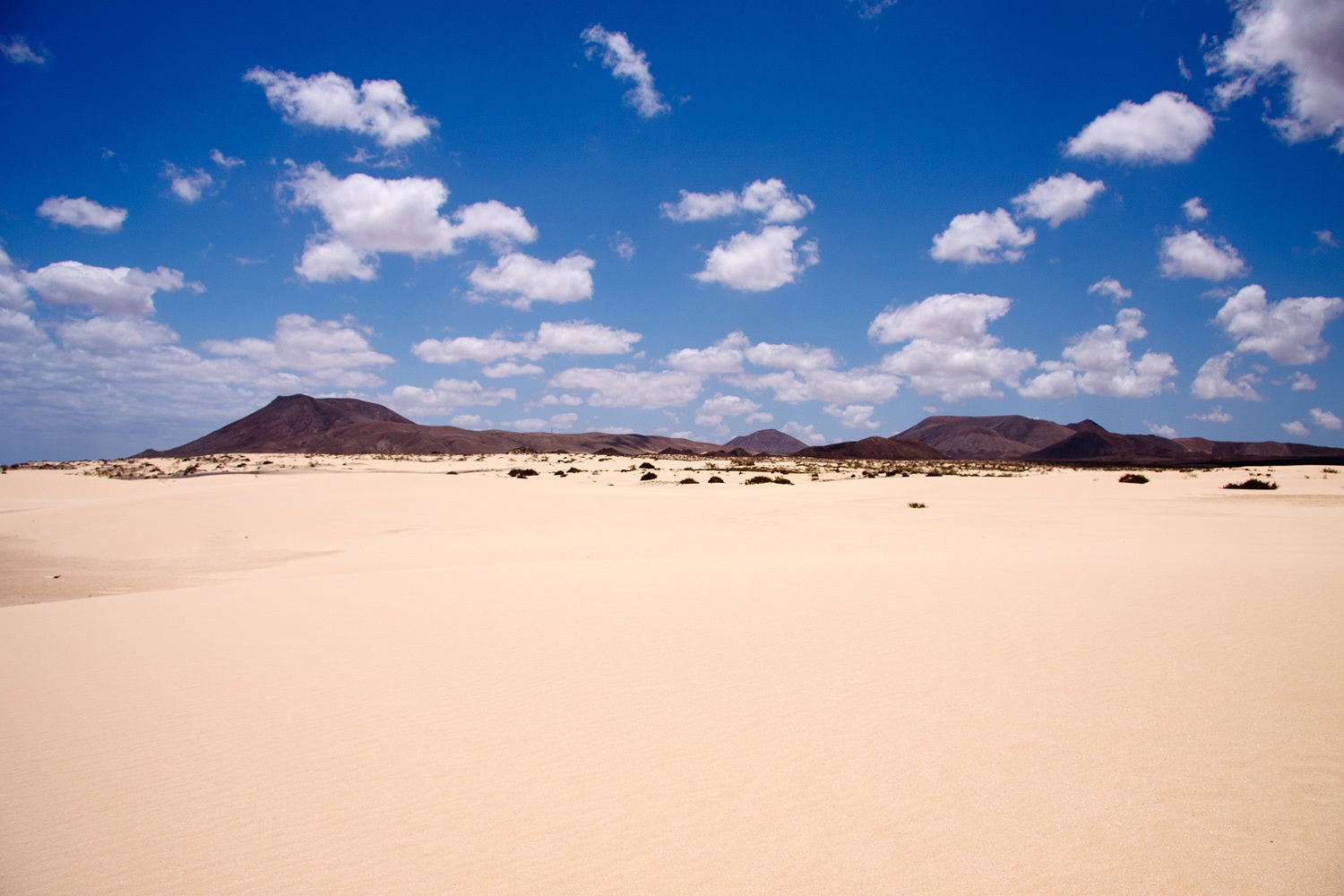
Dunes du Parque Natural de Corralejo